# Грегор, Паскаль
Паскаль Виберг Грегор (дат. Pascal Wiberg Gregor; родился 18 февраля 1994 года Дания) — датский футболист, защитник клуба «Люнгбю». Участник Олимпийских игр 2016 года в Рио-де-Жанейро.

## Клубная карьера
Грегор — воспитанник клуба «Норшелланн». 9 декабря 2012 года в матче против «Копенгагена» он дебютировал в датской Суперлиги. В своём первом же сезоне Паскаль помог клубу завоевать серебряные медали.

## Международная карьера
В 2016 году Грегор в составе олимпийской сборной Дании принял участие в Олимпийских играх в Рио-де-Жанейро. На турнире он сыграл в матчах против команд Ирака, ЮАР, Бразилии и Нигерии.